# Lijst van voetbalinterlands Liberia - Tunesië
Deze lijst van voetbalinterlands is een overzicht van alle officiële voetbalwedstrijden tussen de nationale teams van Liberia en Tunesië. De landen speelden tot op heden elf keer tegen elkaar. De eerste ontmoeting was een vriendschappelijke wedstrijd op 20 december 1988 in Paynesville. Het laatste duel, een kwalificatiewedstrijd voor het Wereldkampioenschap voetbal 2026, werd gespeeld in Monrovia op 19 maart 2025.

## Wedstrijden
| №  | Plaats      | Datum            | Competitie                   | Wedstrijd         | Uitslag |
| -- | ----------- | ---------------- | ---------------------------- | ----------------- | ------- |
| 1  | Paynesville | 20 december 1988 | Vriendschappelijk            | Liberia − Tunesië | 1 − 1   |
| 2  | Sfax        | 10 februari 1995 | Afrika Cup 1996 kwalificatie | Tunesië − Liberia | 0 − 0   |
| 3  | Monrovia    | 23 april 1995    | Afrika Cup 1996 kwalificatie | Liberia − Tunesië | 1 − 0   |
| 4  | Accra       | 10 november 1996 | WK 1998 kwalificatie         | Liberia − Tunesië | 0 − 1   |
| 5  | Radès       | 27 april 1997    | WK 1998 kwalificatie         | Tunesië − Liberia | 2 − 0   |
| 6  | Radès       | 4 oktober 1998   | Afrika Cup 2000 kwalificatie | Tunesië − Liberia | 2 − 1   |
| 7  | Monrovia    | 20 juni 1999     | Afrika Cup 2000 kwalificatie | Liberia − Tunesië | 2 − 0   |
| 8  | Radès       | 30 december 2001 | Vriendschappelijk            | Tunesië − Liberia | 7 − 2   |
| 9  | Monrovia    | 5 september 2015 | Afrika Cup 2017 kwalificatie | Liberia − Tunesië | 1 − 0   |
| 10 | Monastir    | 4 september 2016 | Afrika Cup 2017 kwalificatie | Tunesië − Liberia | 4 − 1   |
| 11 | Monrovia    | 19 maart 2025    | WK 2026 kwalificatie         | Liberia − Tunesië | 0 − 1   |

## Samenvatting
| Competitie              | Totaal gespeeld | Winst Liberia | Gelijk | Winst Tunesië | Doelsaldo Liberia – Tunesië |
| ----------------------- | --------------- | ------------- | ------ | ------------- | --------------------------- |
| WK-kwalificatie         | 3               | 0             | 0      | 3             | 0 − 4                       |
| Afrika Cup-kwalificatie | 6               | 3             | 1      | 2             | 6 − 6                       |
| Vriendschappelijk       | 2               | 0             | 1      | 1             | 3 − 8                       |
| Totaal                  | 11              | 3             | 2      | 6             | 9 − 18                      |

LFA · Liberiaans vrouwenelftal
Interlands
Tegenstander:
Algerije ·
Angola ·
Benin ·
Botswana ·
Burkina Faso ·
Burundi ·
Centraal-Afrikaanse Republiek ·
Colombia ·
Congo-Brazzaville ·
Congo-Kinshasa ·
Djibouti ·
Egypte ·
Equatoriaal-Guinea ·
Ethiopië ·
Gabon ·
Gambia ·
Ghana ·
Guinee ·
Guinee-Bissau ·
Indonesië ·
Irak ·
Ivoorkust ·
Kaapverdië ·
Kameroen ·
Kenia ·
Lesotho ·
Libië ·
Madagaskar ·
Malawi ·
Maleisië ·
Mali ·
Marokko ·
Mauritanië ·
Mauritius ·
Mexico ·
Namibië ·
Niger ·
Nigeria ·
Oeganda ·
Oman ·
Papoea-Nieuw-Guinea ·
Rwanda ·
Sao Tomé en Principe ·
Senegal ·
Sierra Leone ·
Soedan ·
Tanzania ·
Thailand ·
Togo ·
Tsjaad ·
Tunesië ·
Zambia ·
Zimbabwe ·
Zuid-Afrika
FTF · A-internationals · Selecties · Bondscoaches · Tunesisch vrouwenelftal · Olympisch elftal · Tunesië U21 · Tunesië U20 · Tunesië U19 · Tunesië U18 · Tunesië U17
1950 – 1959 · 
1960 – 1969 · 
1970 – 1979 · 
1980 – 1989 · 
1990 – 1999 · 
2000 – 2009 · 
2010 – 2019 ·
2020 − 2029
WK 1978 · 
WK 1998 · 
WK 2002 · 
WK 2006 · 
WK 2018
OS 1960 · 
OS 1988 · 
OS 1996 · 
OS 2004
1957 · 
1958 · 
1959 · 
1960 · 
1961 · 
1962 · 
1963 · 
1964 · 
1965 · 
1966 · 
1967 · 
1968 · 
1969 · 
1970 · 
1971 · 
1972 · 
1973 · 
1974 · 
1975 · 
1976 · 
1977 · 
1978 · 
1979 · 
1980 · 
1981 · 
1982 · 
1983 · 
1984 · 
1985 · 
1986 · 
1987 · 
1988 · 
1989 · 
1990 · 
1991 · 
1992 · 
1993 · 
1994 · 
1995 · 
1996 · 
1997 · 
1998 · 
1999 · 
2000 · 
2001 · 
2002 · 
2003 · 
2004 · 
2005 · 
2006 · 
2007 · 
2008 · 
2009 · 
2010 · 
2011 · 
2012 · 
2013 · 
2014 · 
2015 · 
2016 ·
2017 ·
2018 ·
2019 ·
2020 ·
2021 ·
2022 ·
2023 ·
2024
Algerije ·
Angola ·
Argentinië ·
Australië ·
Bahrein ·
België ·
Benin ·
Bosnië en Herzegovina ·
Botswana ·
Brazilië ·
Bulgarije ·
Burkina Faso ·
Burundi ·
Canada ·
Centraal-Afrikaanse Republiek ·
Chili ·
China ·
Colombia ·
Comoren ·
Congo-Brazzaville ·
Congo-Kinshasa ·
Costa Rica ·
Denemarken ·
Djibouti ·
Duitse Democratische Republiek ·
Duitsland ·
Egypte ·
Engeland ·
Equatoriaal-Guinea ·
Ethiopië ·
Finland ·
Frankrijk ·
Gabon ·
Gambia ·
Georgië ·
Ghana ·
Guinee ·
Ierland ·
IJsland ·
Irak ·
Iran ·
Italië ·
Ivoorkust ·
Japan ·
Joegoslavië ·
Jordanië ·
Kaapverdië ·
Kameroen ·
Kenia ·
Koeweit ·
Kroatië ·
Letland ·
Libanon ·
Liberia ·
Libië ·
Madagaskar ·
Malawi ·
Mali ·
Malta ·
Marokko ·
Mauritanië ·
Mauritius ·
Mexico ·
Mozambique ·
Namibië ·
Nederland ·
Nieuw-Zeeland ·
Niger ·
Nigeria ·
Noorwegen ·
Oeganda ·
Oekraïne ·
Oman ·
Oostenrijk ·
Panama ·
Peru ·
Polen ·
Portugal ·
Qatar ·
Roemenië ·
Rusland ·
Rwanda ·
Saoedi-Arabië ·
Sao Tomé en Principe ·
Senegal ·
Servië en Montenegro ·
Seychellen ·
Sierra Leone ·
Slovenië ·
Soedan ·
Somalië ·
Sovjet-Unie ·
Spanje ·
Swaziland ·
Syrië ·
Tanzania ·
Togo ·
Tsjaad ·
Turkije ·
Uruguay ·
Verenigde Arabische Emiraten ·
Verenigde Staten ·
Wales ·
Wit-Rusland ·
Zambia ·
Zimbabwe ·
Zuid-Afrika ·
Zuid-Jemen ·
Zuid-Korea ·
Zweden ·
Zwitserland
België (2018) ·
Engeland (2018) ·
Oekraïne (2006) ·
Panama (2018) ·
Saoedi-Arabië (2006) · 
Spanje (2006)